# Amina Maatoug
Amina Maatoug (* 17. November 2002 in Leiden) ist eine niederländische Leichtathletin, die im Mittel- und Langstreckenlauf an den Start geht. 

## Sportliche Laufbahn
Erste internationale Erfahrungen sammelte Amina Maatoug bei den Crosslauf-Europameisterschaften 2021 in Dublin, bei denen sie nach 14:04 min den 21. Platz im U20-Rennen belegte. Im Jahr darauf begann sie ein Studium an der Duke University und gelangte bei den Crosslauf-Europameisterschaften 2022 in Turin mit 20:33 min auf Rang vier im U23-Rennen. 2023 wurde sie bei der 1. Liga der Team-Europameisterschaft, die im Zuge der Europaspiele in Chorzów stattfand, in 2:08,03 min Achte im B-Lauf über 800 Meter und anschließend belegte sie bei den U23-Europameisterschaften in Espoo in 4:11,88 min den siebten Platz im 1500-Meter-Lauf. Zudem gewann sie in 15:50,83 min die Bronzemedaille über 5000 Meter hinter der Britin Megan Keith und María Forero aus Spanien. Im Dezember gelangte sie bei den Crosslauf-Europameisterschaften in Brüssel mit 27:40 min auf den 13. Platz im U23-Rennen. 2025 belegte sie bei den World University Games in Bochum in 4:21,78 min den sechsten Platz über 1500 Meter.
2022 wurde Maatoug niederländische Hallenmeisterin im 800-Meter-Lauf.

## Persönliche Bestleistungen
- 800 Meter: 2:05,70 min, 11. Juni 2022 in Leiden
  - 800 Meter (Halle): 2:03,45 min, 24. Februar 2023 in Louisville
- 1500 Meter: 4:05,67 min, 13. Juli 2025 in Lignano Sabbiadoro
  - 1500 Meter (Halle): 4:08,75 min, 21. Februar 2025 in Boston
  - Meile (Halle): 4:26,39 min, 21. Februar 2025 in Boston (niederländischer Rekord)
  - 3000 Meter (Halle): 8:46,89 min, 2. Dezember 2023 in Boston
- 5000 Meter: 15:22,81 min, 16. Juli 2025 in Lüttich